# Cantó de La Trinité
|  | No s'ha de confondre amb Cantó de La Trinité-Porhoët. |

El cantó de Le La Trinité era un cantó francès al departament de Martinica a la regió de Martinica. El cantó comprenia la comuna de La Trinité. El 2015 passà a formar part de la nova secció de Centre.
| Període                              | Identitat      | Partit                            | Qualitat |
| ------------------------------------ | -------------- | --------------------------------- | -------- |
| 2004-2014                            | Frédéric Buval | Federació Socialista Martiniquesa |          |
| Les dades anteriors no són conegudes |                |                                   |          |